# Engelberger Aa
Die Engelberger Aa (schweizerdeutsch Aa für Ache) ist ein 38 km langer Gebirgsfluss in den Zentralschweizer Kantonen Uri, Obwalden und Nidwalden. In Nidwalden wird der Fluss auch Aawasser genannt.

## Geographie

### Verlauf
In ihrem oberen Teil wird die Engelberger Aa Stierenbach genannt. Dieser Hochgebirgsbach entspringt südlich des 2292 Meter hohen Surenenpasses im Kanton Uri. 
Er folgt dem Verlauf des Surenen genannten Tals Richtung Südwesten und durchquert den weiten, 1770 m hoch gelegenen Kessel der Blackenalp. Unterhalb der Blackenalp, in 1630 m Höhe, stürzt der Bach im Wasserfall Stäuber über eine Geländestufe. Zwischen dem Schlossberg und der Spannort-Kette auf der linken und der Hochterrasse der Alp Äbnet auf der rechten Seite durchquert er das weiterhin baumlose Hochtal der Alp Stäfeli. Wenige Meter unterhalb des Gasthauses Alpenrösli verlässt er auf rund 1250 m Höhe das Urner Gebiet.
An diesem östlichen Ende der Engelberger Exklave von Obwalden säumt zunächst ein Auwald seinen Lauf. Dann fliesst der Bach, den mächtigen Nordostpfeiler des Titlis streifend, durch ein Kerbtal und anschliessend an der zwischen Titlis und der senkrechten Fürenwand gelegenen Alp Herrenrüti vorbei. Auf rund 1080 m Höhe, bei der Talstation der Fürenalp-Seilbahn, erreicht die Engelberger Aa den besiedelten Teil des Engelberger Gemeindegebietes. Ihr Gefälle nimmt nun merklich ab. Andererseits ist der Bach durch die vielen Zuflüsse von den Bergketten beiderseits seines Oberlaufs zu einem beträchtlichen Fluss geworden. Nach Regengüssen und zur Zeit der Schneeschmelze ist er reissend und gefährlich.
Auch auf dem besiedelten Gemeindegebiet kommen noch beträchtliche Zuflüsse vom Hausberg Hahnen, den nördlich gelegenen Bergen oberhalb des Seitentals End der Welt und der Brunni hinzu, vor allem der Bärenbach, der aus den Geröllfeldern unter dem Lauchernstock entspringt und über den Planggenstafel und durch den Weiler Horbis nach Engelberg hinunter fliesst. Das weite Hochtal bei Engelberg (1015 m) geht auf die Verlandung eines ausgedehnten Stausees zurück, der am Ende der letzten Eiszeit durch einen gewaltigen Bergsturz des Titlis entstand und später durch Schotter und Sande aufgefüllt wurde. Einen Rest davon stellt der Eugenisee am westlichen Ende der Talebene dar, dessen Wasser zur Elektrizitätserzeugung genutzt wird. Ein Teil des Wassers der Aa dient dazu, um diesen See zu speisen und zu regulieren.
Unterhalb dieses halb künstlichen Gebirgssees stürzt die Aa in das Aa-Tobel hinunter, in dessen Verlauf sie sich nach Norden wendet. Die steile Geländestufe unterliegt bis heute heftiger Erosion, und es kommt immer wieder zu vereinzelten Erdrutschen. In diesem Abschnitt kommen von links Zuflüsse vom Titlis-Massiv und aus dem Huetstock-Gebiet herunter; der grösste davon ist der Trüebenbach, der den Trübsee entwässert und ca. 1 km oberhalb der Engelberger Aa in den Arnibach mündet.
Am Ausgang der Schlucht Schwändiloch erreicht die Aa unter der Zingelflue das Ausgleichsbecken für das Kraftwerk Dallenwil bei Obermatt. Anschliessend fliesst sie zwischen der Felswand bei Hinter Rugisbalm und dem Schuttfächer des Eugenibachs hindurch nach Mettlen hinunter. Nun fliesst die Aa in einem breiten Bett, das seit dem Hochwasser 2005 mit beträchtlichen Mengen von Schutt und Geröll gefüllt ist, erneut durch einen Auwald. Beim Weiler Grafenort, der noch zur Gemeinde Engelberg gehört, erreicht sie die breite Talsohle des unteren Engelbergertals. In diesem Abschnitt bildet sie die Grenze zwischen Obwaldner Gebiet auf der rechten und Nidwaldner Gebiet auf der linken Seite. 800 m nördlich tritt sie endgültig nach Nidwalden über. Sie fliesst nun meist zwischen Wiesen auf der flachen Talsohle, jedoch weiterhin mit beträchtlicher Strömung. Sie durchquert die Gemeinden Wolfenschiessen und Dallenwil, fliesst vorbei an Büren und Oberdorf. Ab hier wird der Fluss auch als Aawasser bezeichnet. Östlich von Stans biegt der Flusslauf nach Osten ab, dabei berührt er in der Flussbiegung die Gemeindegrenze von Stans. 
Kurz nach dem ehemaligen Kraftwerk der Bürgenstock-Bahngesellschaft bei Eggertsbiel, das von 1888 bis 1996 bestand, unterquert die Aa neben der alten Fadenbrücke die Kantonsstrasse und die Autobahn A2 und fliesst neben dem Flugplatz Buochs durch die Buochser Allmend und dann am Rand der Dorfsiedlung von Buochs in den Vierwaldstättersee. 500 Meter vor der Mündung liegt das Kraftwerk Am Aawasser.

### Einzugsgebiet
Das 229,07 km² grosse Einzugsgebiet der Engelberger Aa liegt in den Urner Alpen und in den Voralpen. Es wird durch sie über die Reuss, die Aare und den Rhein zur Nordsee entwässert.
Es besteht zu 27,4 % aus bestockter Fläche, zu 36,8 % aus Landwirtschaftsfläche, zu 2,5 % aus Siedlungsfläche und zu 33,3 % aus unproduktiven Flächen.
Die Flächenverteilung
Die mittlere Höhe des Einzugsgebietes beträgt 1604,5 m ü. M., die minimale Höhe liegt bei 430 m ü. M. und die maximale Höhe bei 3194 m ü. M.

### Zuflüsse
Grössere Zuflüsse sind der Dürrbach, der Arnibach und der Secklisbach.
| Name                 | GKZ      | Lage   | Länge in km | EZG in km² | MQ in m³/s | Mündung Koordinaten                                     | Mündungshöhe in m | Bemerkungen                                                                    |
| -------------------- | -------- | ------ | ----------- | ---------- | ---------- | ------------------------------------------------------- | ----------------- | ------------------------------------------------------------------------------ |
| Firnbandbach         | CH004459 | rechts | 001,8000    | 0007,200   |            | unterhalb Blackenalp, Attinghausen                      | 1710,400000       |                                                                                |
| Chnollenbach         | UR210353 | links0 | 000,4000    | 0002,030   |            | bei Chnollen, Attinghausen                              | 1493,500000       |                                                                                |
| Hohbielbach          | UR210352 | rechts | 001,2000    |            |            | bei Hohbiel, Attinghausen                               | 1447,100000       |                                                                                |
| Gumibach             | UR210351 | rechts | 001,8000    |            |            | bei Tritt, Attinghausen                                 | 1425,200000       | Oberlaufname: Vorder Gumibach                                                  |
| Lägerenbach          | UR210349 | links0 | 002,1000    | 0000,530   |            | beim Restaurant Stäfeli, Attinghausen                   | 1376,600000       |                                                                                |
| Rätzelistöcklibach   | CH004458 | links0 | 001,7000    |            |            | bei Stäfeli, Attinghausen                               | 1345,400000       |                                                                                |
| Rundstöcklibach      | CH004457 | links0 | 001,3000    |            |            | bei Nider Surenen, Attinghausen                         | 1280,500000       |                                                                                |
| Stigibach            |          | rechts | 001,0000    |            |            | beim Restaurant Alpenrösli, Attinghausen                | 1256,300000       |                                                                                |
| Grassenbach          | CH004456 | links0 | 002,0000    | 0003,330   |            | bei Uf der Laui, Engelberg                              | 1215,200000       |                                                                                |
| Windeggbach          | CH005715 | links0 | 002,4000    | 0004,920   | 0000,370   | bei Herrenrüti, Engelberg                               | 1135,200000       |                                                                                |
| Hundsbach            | OW270596 | links0 | 002,4000    | 0001,760   |            | bei der Talstation der Luftseilbahn Fürenalp, Engelberg | 1072,700000       |                                                                                |
| Fürenbach            | OW270591 | rechts | 001,9000    | 0002,020   |            | bei der Talstation der Luftseilbahn Fürenalp, Engelberg | 1069,900000       | Alternativname: Fürrenbach                                                     |
| Tätschbach           | CH004455 | rechts | 002,3000    | 0004,580   |            | beim Restaurant Wasserfall, Engelberg                   | 1060,500000       | Der Tätschbachfall mit seinen 60 m Fallhöhe ist Engelbergs höchster Wasserfall |
| Sulzbach             | CH000829 | links0 | 002,7000    | 0002,020   |            | beim Golfplatz Engelberg-Titlis, Engelberg              | 1050,500000       |                                                                                |
| Chüelauigraben       | OW270587 | rechts | 001,1000    |            |            | bei Eienstalden, Engelberg                              | 1045,900000       |                                                                                |
| Dürrbach             | CH000828 | rechts | 005,0000    | 0020,200   | 0001,460   | bei Wyden, Engelberg                                    | 1008,700000       | Oberlaufname: Bärenbach                                                        |
| Rorbächli            | OW270577 | links0 | 000,5000    |            |            | bei der Talstation der Titlis Bergbahnen, Engelberg     | 993,300000        |                                                                                |
| Erlenbach            | OW270576 | rechts | 001,8000    |            |            | bei Eugeni, Engelberg                                   | 992,100000        | Mündet in den Eugeniseekanal                                                   |
| Arnibach             | CH000825 | links0 | 008,7000    | 0024,310   | 0001,450   | beim Schwändliloch in der Aaschlucht, Wolfenschiessen   | 817,000000        | Grösster Zufluss ist der Trüebenbach, der den Trüebsee entwässert              |
| Schiessibach         | CH012530 | links0 | 001,1000    | 0002,590   |            | in der Aaschlucht, Wolfenschiessen                      | 732,800000        |                                                                                |
| Schuemettlenbach     | CH004454 | rechts | 003,1000    | 0003,520   | 0000,150   | Obermatt, Engelberg                                     | 659,300000        | Mündet ins Ausgleichsbecken Obermatt                                           |
| Eugenibach           | CH004453 | rechts | 002,1000    | 0003,640   |            | bei Rappenschwändli, Engelberg                          | 636,200000        |                                                                                |
| Luterseebach         | CH004452 | links0 | 003,6000    | 0005,070   |            | bei Mettlen, Wolfenschiessen                            | 589,200000        |                                                                                |
| Gerbibach            | CH012527 | links0 | 001,9000    | 0003,170   |            | bei Hasenmatt, Engelberg                                | 585,700000        |                                                                                |
| Chaltibach           | CH012528 | rechts | 002,6000    | 0005,520   | 0000,230   | bei Grafenort, Engelberg                                | 560,900000        |                                                                                |
| Rotihaltengrabenbach | CH004451 | links0 | 002,5000    | 0002,530   |            | bei Gerli, Wolfenschiessen                              | 554,600000        |                                                                                |
| Eltschenbach         | CH004450 | rechts | 002,1000    | 0002,100   |            | bei Eltschen, Wolfenschiessen                           | 547,100000        | Alternativname: Äbnetbach                                                      |
| Fallenbach           | CH000827 | links0 | 005,4000    | 0003,880   |            | bei Vorder Fallenbach, Wolfenschiessen                  | 532,900000        | Alternativname: Kernalpbach                                                    |
| Bielmattligraben     | NW290075 | links0 | 001,0000    | 0000,520   |            | bei Bielmattli, Wolfenschiessen                         | 523,500000        |                                                                                |
| Murigraben           | NW290074 | links0 | 001,0000    |            |            | bei Stegmatt, Wolfenschiessen                           | 519,300000        |                                                                                |
| Secklisbach          | CH000731 | rechts | 008,2000    | 0025,150   | 0001,360   | bei Schwybogen, Wolfenschiessen                         | 516,900000        |                                                                                |
| Hopperengraben       | NW290072 | links0 | 000,9000    |            |            | bei Brigg, Wolfenschiessen                              | 508,400000        |                                                                                |
| Krättligbach         | NW290066 | links0 | 001,4000    |            |            | bei Strasshostatt, Dallenwil                            | 498,100000        |                                                                                |
| Lochrütikanal        | NW290070 | rechts | 001,7000    | 0001,690   |            | bei Niederrickenbach Station, Dallenwil                 | 491,000000        |                                                                                |
| Steinibach           | CH000719 | links0 | 006,8000    | 0010,960   | 0000,450   | bei Niederrickenbach Station, Dallenwil                 | 490,700000        |                                                                                |
| Buoholzbach          | CH000838 | rechts | 006,3000    | 0013,900   | 0000,720   | bei Giessen, Dallenwil                                  | 485,000000        | Alternativname: Bueholzbach                                                    |
| Bürenbach            | CH004446 | rechts | 002,3000    | 0003,820   | 0000,820   | bei Büren, Oberdorf                                     | 474,300000        |                                                                                |
| Engelberger Aa       |          |        | 037,8000    | 0229,070   | 0012,420   | bei Buochs                                              | 433,600000        | Mündet in den Vierwaldstättersee                                               |

Anmerkungen zur Tabelle
1. ↑  Von der Quelle zur Mündung. Daten von Swisstopo (map.geo.admin.ch), Geoportal Kanton Uri (geo.ur.ch) und WebGIS Nidwalden Obwalden (gis-daten.ch)
2. ↑  Die Daten der Engelberger Aa zum Vergleich

## Hydrologie

### Abflussdaten
Bei der Mündung der Engelberger Aa in den Vierwaldstätterseebeträgt ihre modellierte mittlere Abflussmenge (MQ) 12,42 m³/s. Ihr Abflussregimetyp ist b-glacio-nival, und ihre Abflussvariabilität beträgt 15.

### Hochwasser

#### Hochwasser von 1471
Erst seit dem Hochwasser von 1471 fliesst die Engelberger Aa in ihrem heutigen Bett zu ihrer Mündung in den Vierwaldstättersee bei Buochs. Zuvor teilte sich der Fluss bei Oberdorf in drei Arme – einer ergoss sich bei Stansstad in den Vierwaldstättersee, ein zweiter floss in die sumpfige Riedlandschaft beim Ächerli, und der dritte Arm schlängelte sich unterhalb des Buochserhorns vorbei nach Buochs. Die Schuttmassen des Hochwassers von 1471 verschütteten die beiden seitlichen Arme und verwirklichten so die schon auf der Nidwaldner Landsgemeinde von 1462 angestrebte politische Lösung einer Flussumleitung, die aber aufgrund des Widerstands der Landleute von Buochs nicht verwirklicht worden war. Grössere Korrekturmassnahmen setzten im ganzen 20. Jahrhundert ein, ausgelöst durch das Hochwasser von 1910. Würden sich heute ähnliche Schäden ergeben wie 1910, rechnet das Bundesamt für Wasser und Geologie mit einer Schadenssumme von bis zu 100 Millionen Franken.

#### Hochwasser von 2005
Beim Hochwasser im August 2005 überschwemmte die Engelberger Aa nach tagelangen Regenfällen fast den gesamten Talboden von Engelberg. Umfangreiche Evakuierungen wurden erforderlich. Die Hauptstrasse des Tals und die Bahntrasse wurden schwer beschädigt; am oberen Ende der Aaschlucht wurde der gemeinsame Viadukt, über den sie führten, vom Wasser weggerissen. Der Ort war für zwei Wochen nur auf dem Luftweg erreichbar. Auch einige Erdrutsche traten auf, die Gleise des Bahnhofs Obermatt wurden verschüttet, und beim Ausgleichsbecken des Elektrizitätswerks von Obermatt drohte ein Dammbruch. Das Hochwasser von 2005 war das stärkste seit etwa 100 Jahren und überflutete etwa 500 Hektar Land.

## Tourismus
Von der Quelle am Surenenpass bis nach Dallenwil im unteren Engelbergertal ist die Aa von abwechslungsreichen Wegen gesäumt. Zum Teil sind dies Bergwanderwege, in den flacheren Passagen auch bequeme Spazierwege wie der schattige, dem bewaldeten Ufer entlang führende Professorenweg in Engelberg. Der Pfad auf der Talsohle der Aaschlucht, unmittelbar im Tobel zwischen Engelberg und Grafenort, war unterbrochen und ist nach einer Sanierung im Frühjahr 2009 wieder begehbar.
Für Abenteuer-Urlauber dient die Aa mitunter als Revier für Wildwasserfahrten mit dem Schlauchboot. Einige der tief eingeschnittenen Seitentäler sind auch beliebte Reviere für Rafting.

## Brücken

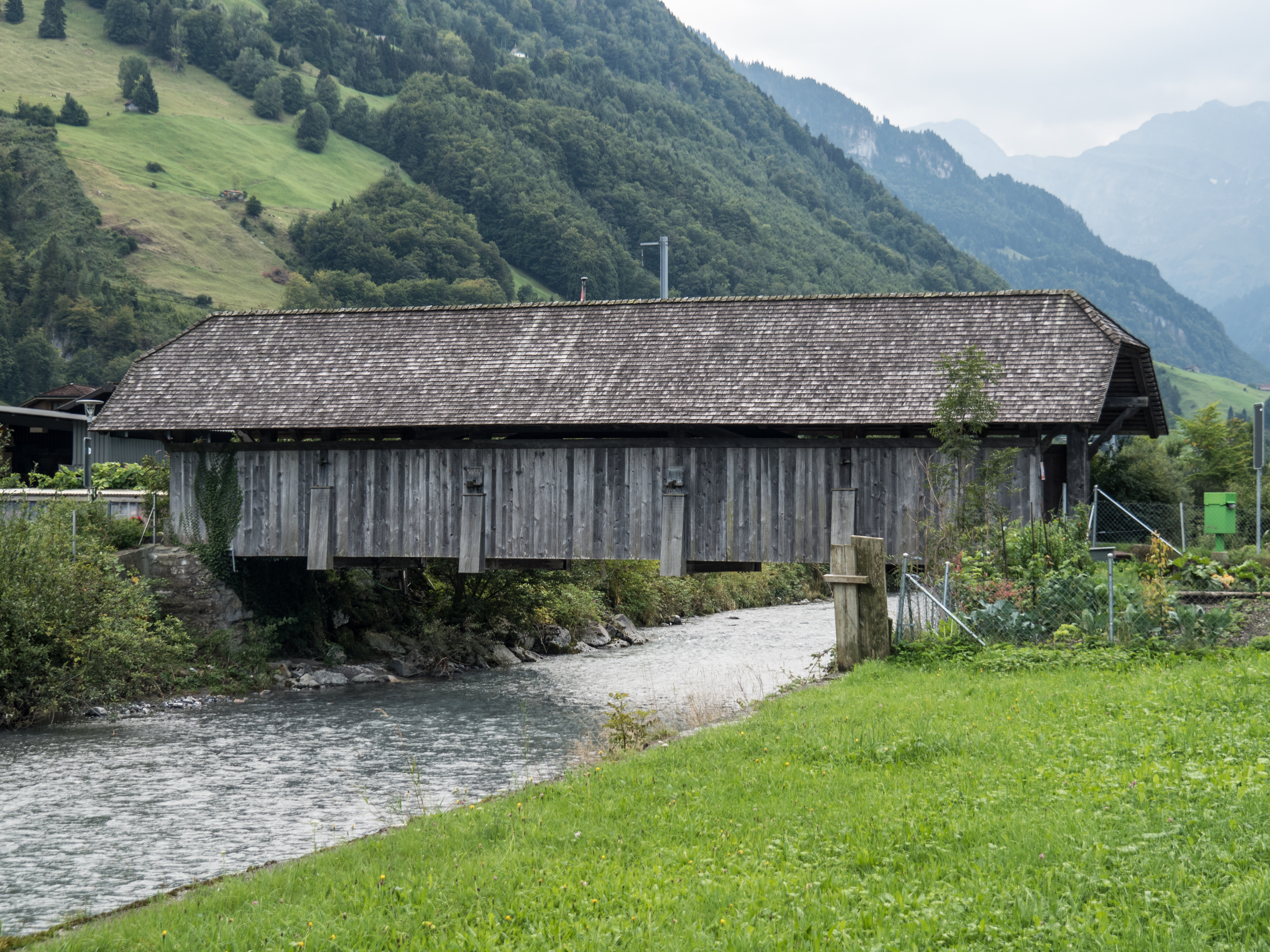
Briggbrücke (1941) über die Engelberger Aa, Wolfenschiessen NW

Auf ihrem Weg wird die Engelberger Aa von rund 60 Brücken und Stegen überspannt.
Die Örtigenbrücke (1861) in Engelberg ist die älteste Steinbogenbrücke in Obwalden.
Die Engelberger Aaschlucht ist eine richtige Brückenschlucht. Der restaurierte Erlebnisweg Aaschlucht führt über sieben moderne Stahlbrücken, drei davon sind innovative Hängebrücken.
Die A2 Autobahn (1970) überspannt den Fluss in Buochs.
Vier gedeckte Holzbrücken überqueren den Fluss, wobei die Fadenbrücke (1852) in Buochs denkmalgeschützt ist.

## Bildergalerie

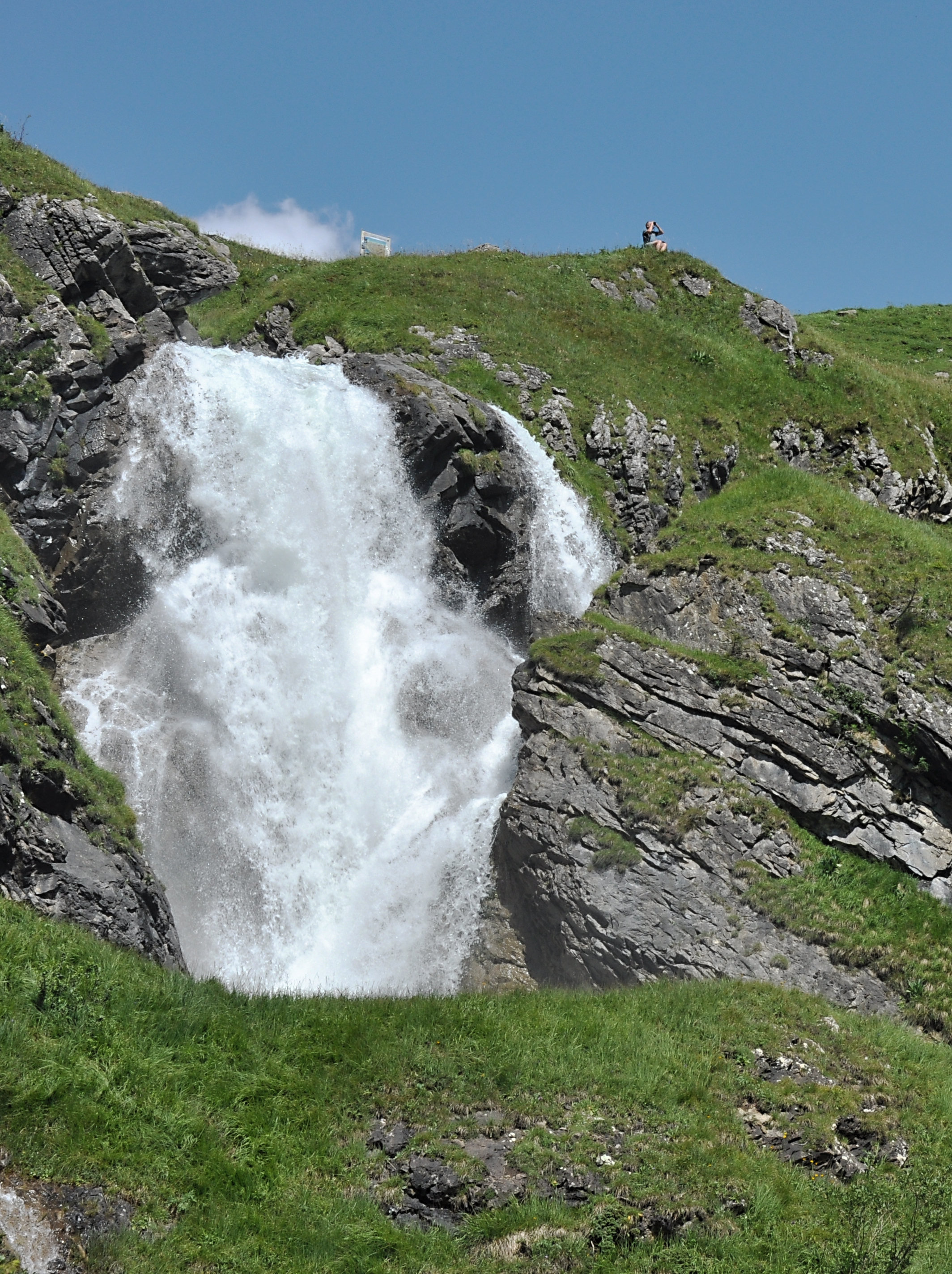
Stäuber
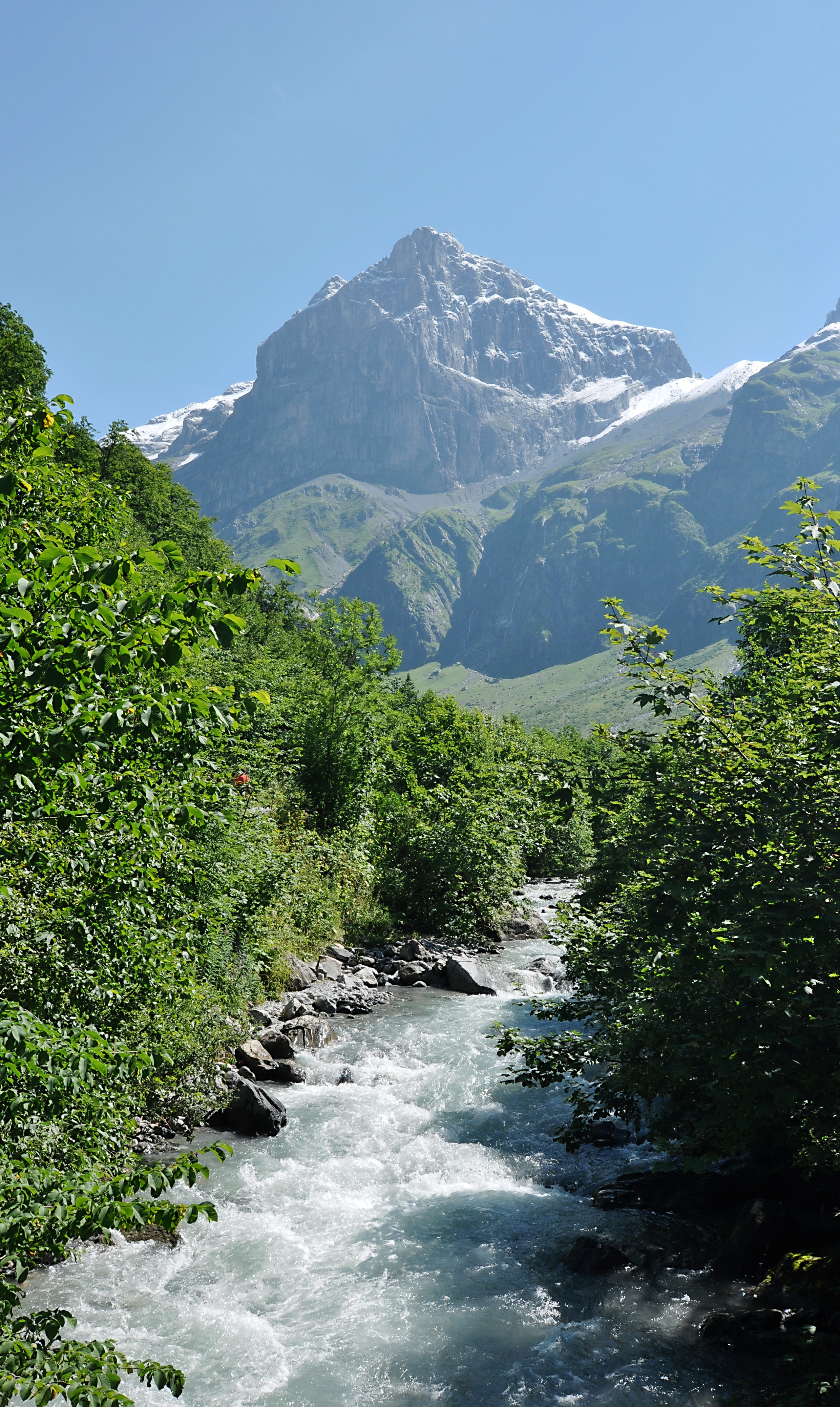
Auwald am Oberlauf, Blick auf den Schlossberg
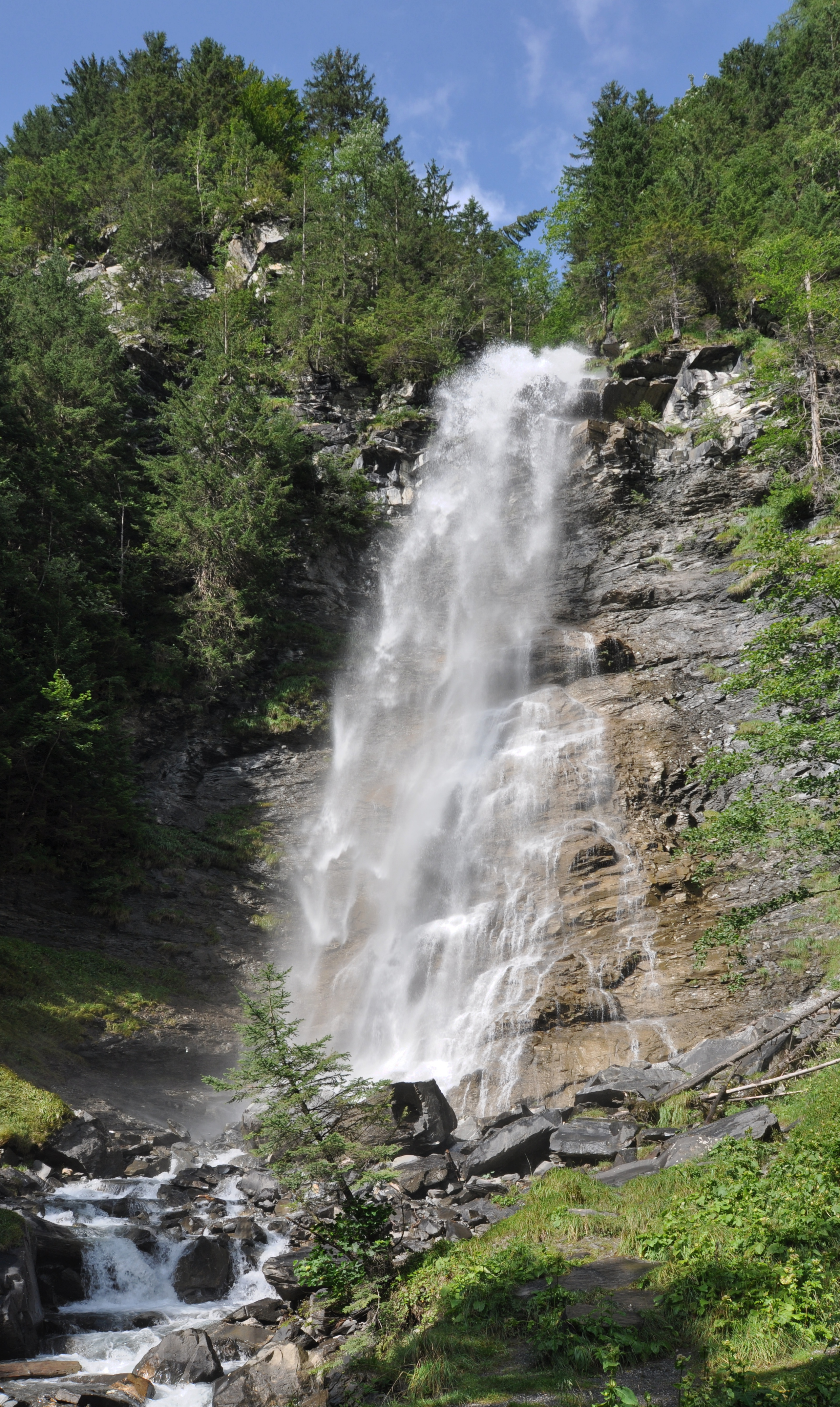
Der Tätschbachfall am Eienwäldli bringt Wasser vom Hahnen zur Aa
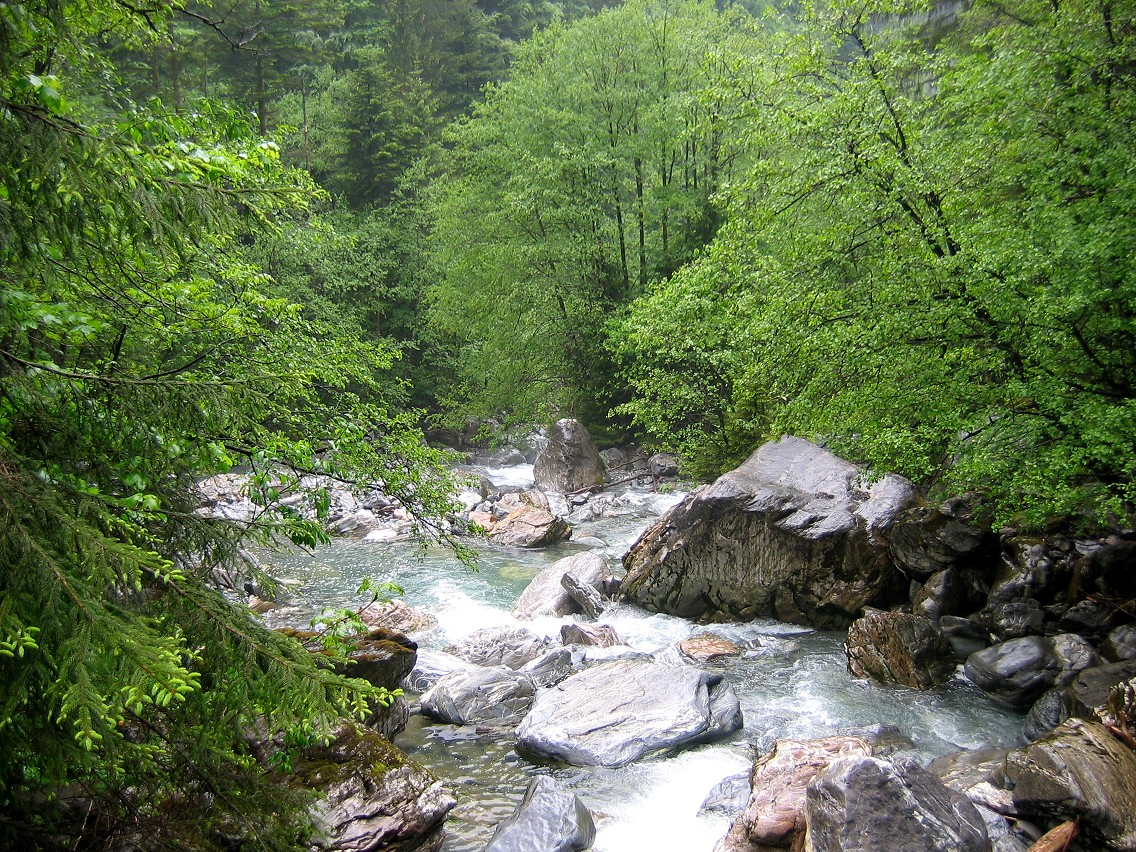
Aatobel
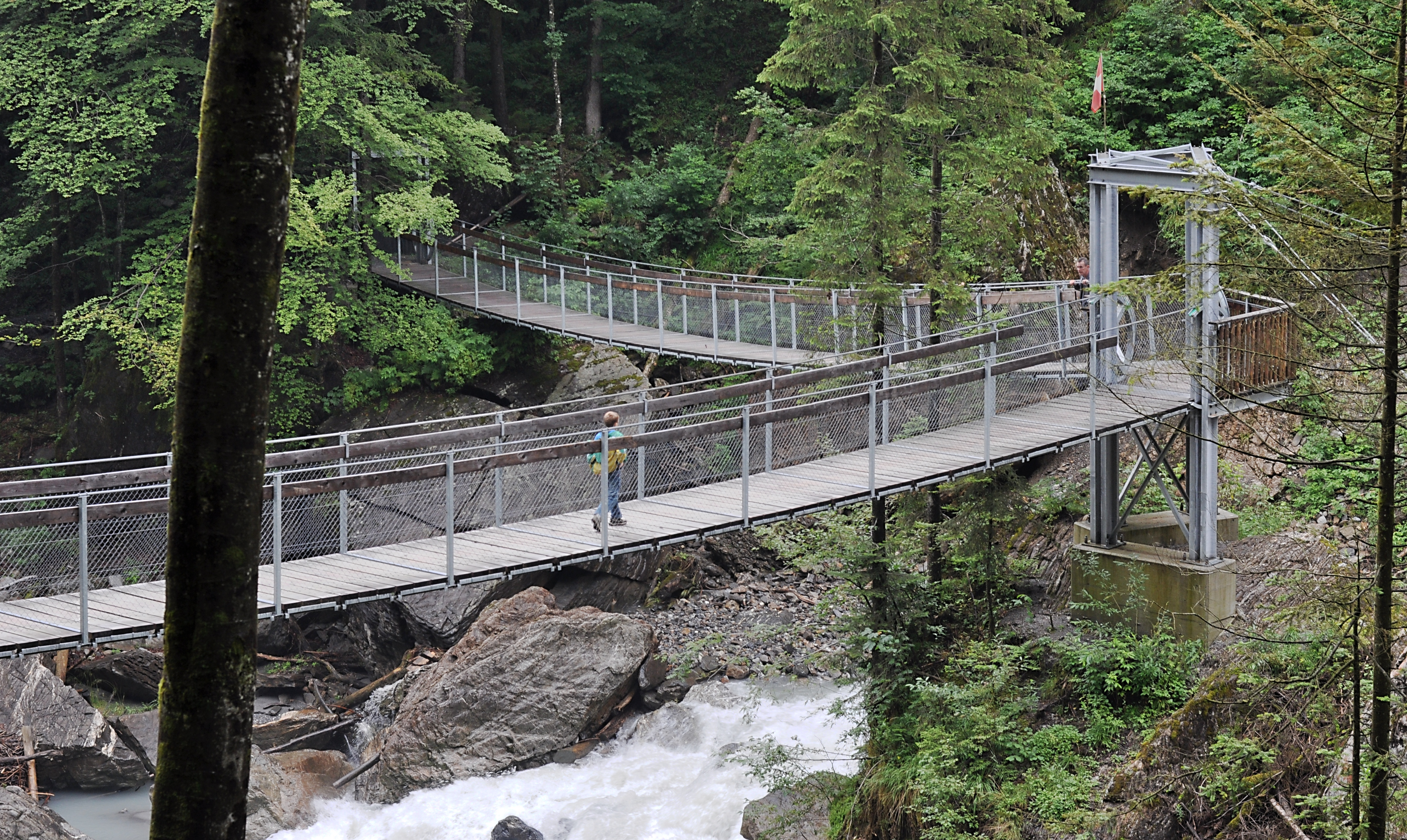
Doppel-Hängebrücke in der unteren Aaschlucht
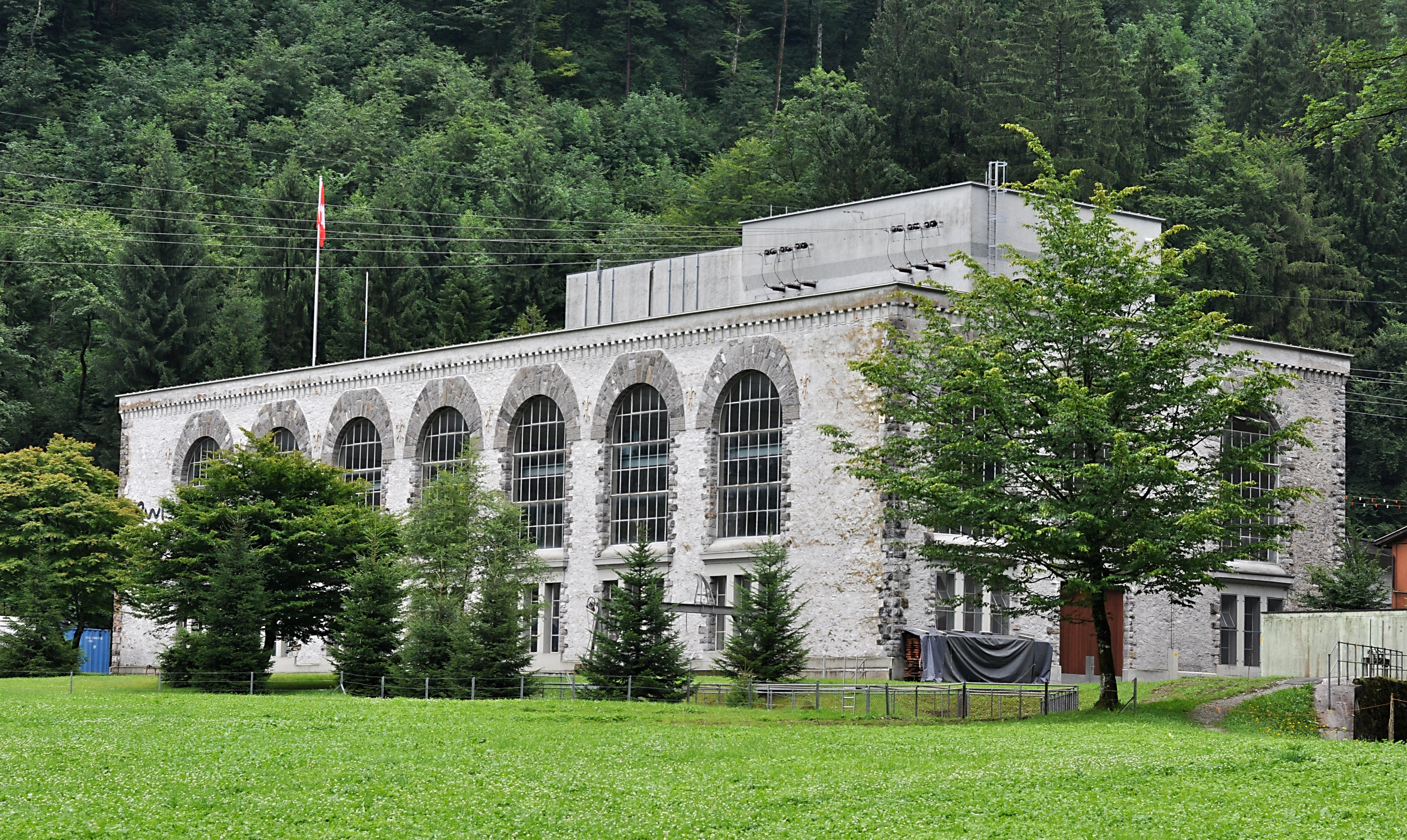
Wasserkraftwerk Obermatt
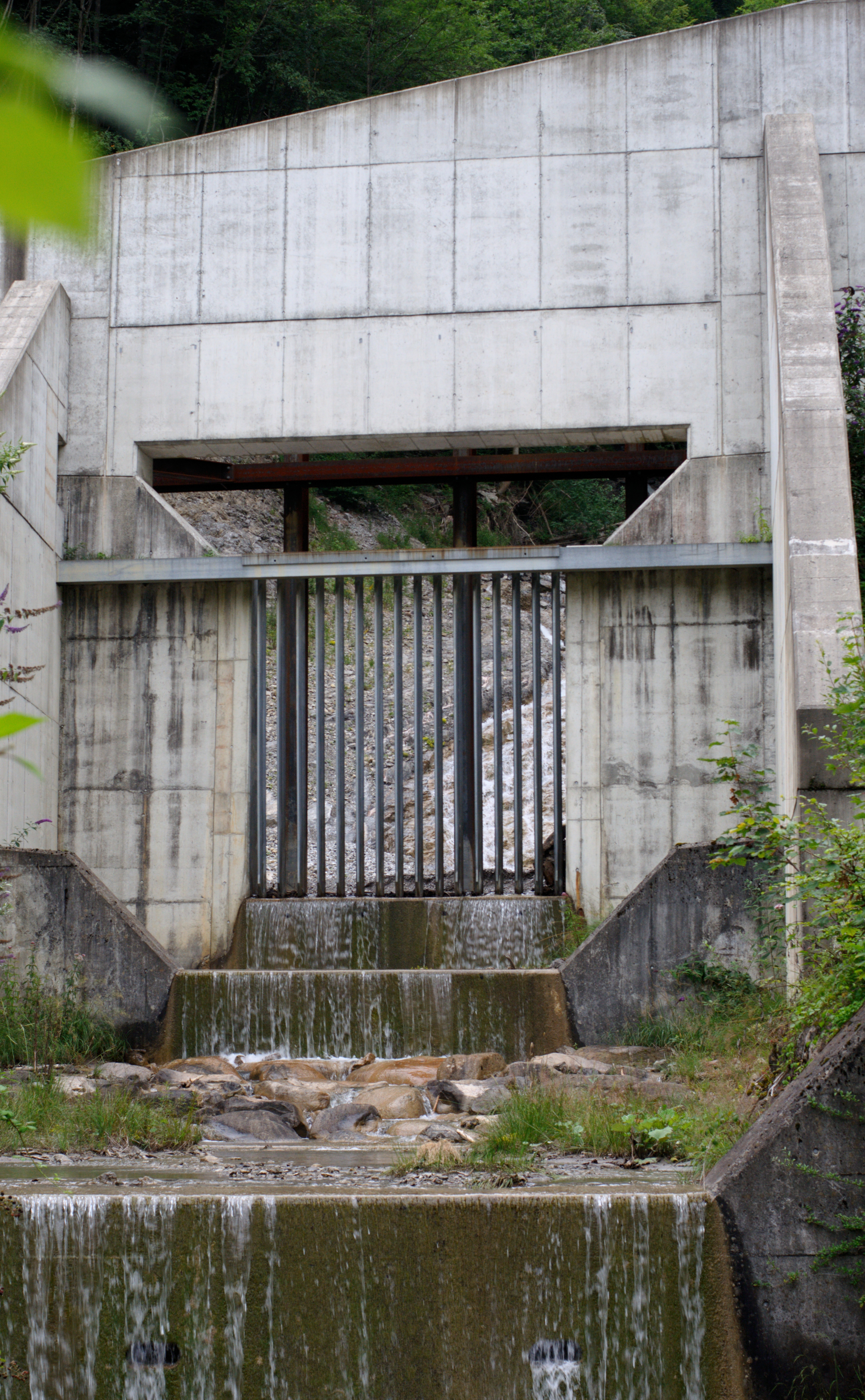
Bollwerk gegen Muren ausgangs eines Seitentals bei Wolfenschiessen
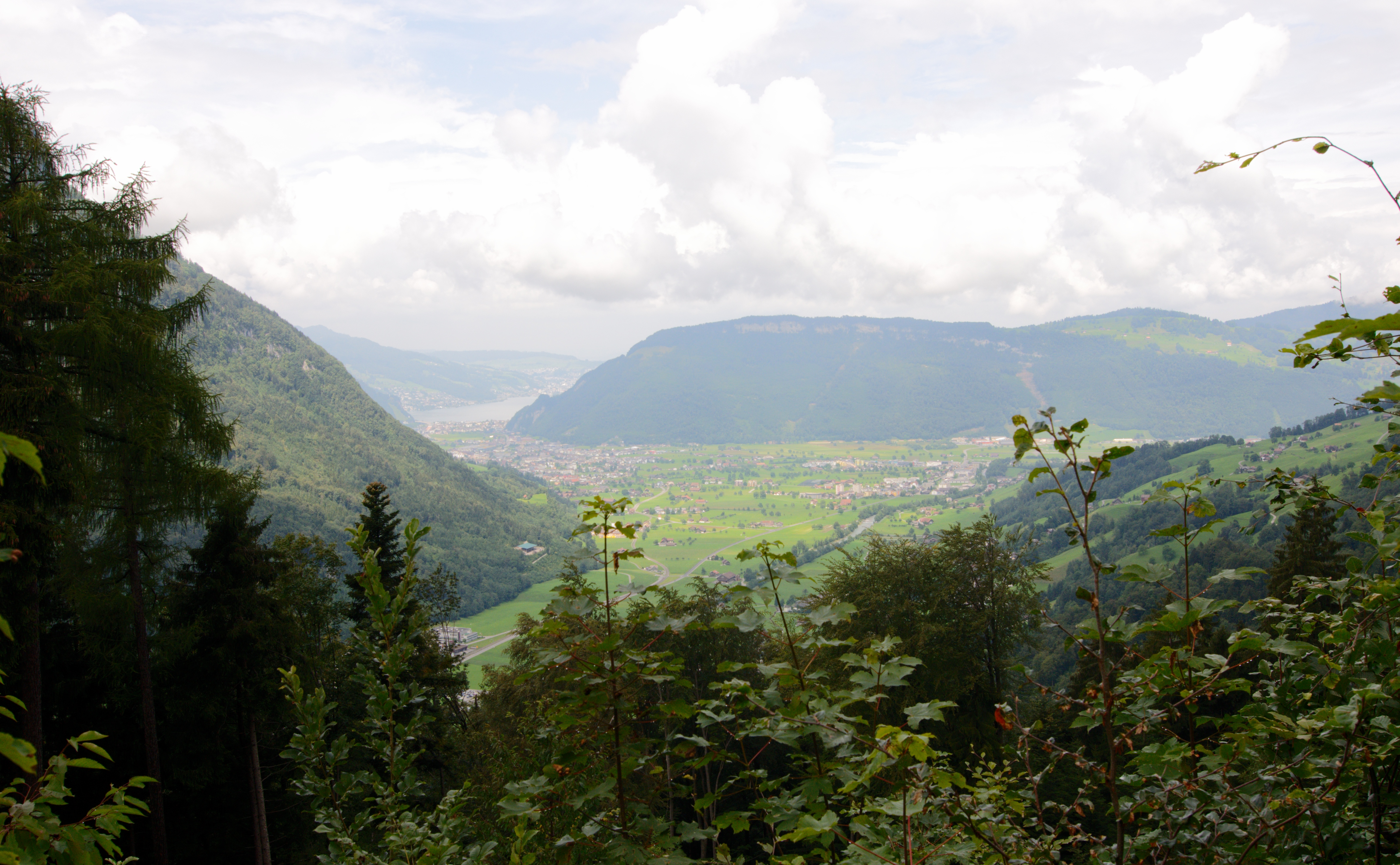
Talausgang
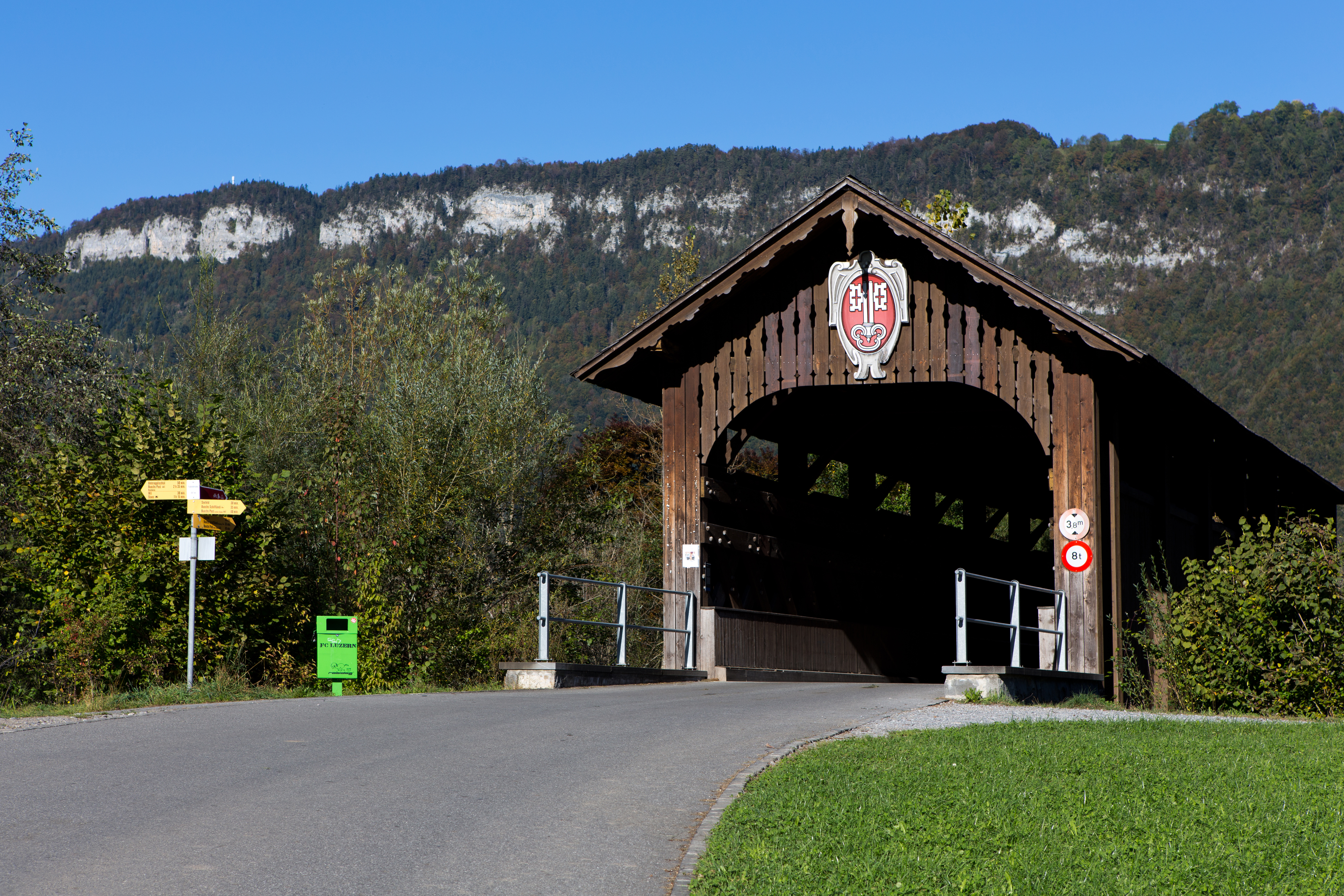
Fadenbrücke